# Candlemass (album)
Pour le groupe, voir Candlemass.
Albums de Candlemass
From the 13th Sun
(1999) King of the Grey Islands
(2007)
Candlemass est le huitième album studio du groupe de Doom metal suédois Candlemass. L'album est sorti le 3 mai 2005 sous le label Nuclear Blast Records. Il est produit à la fois par le groupe lui-même et Pontus Norgren, connu aujourd'hui pour être le second guitariste actuel du groupe de power-métal suédois HammerFall.  
Cet album marque le retour du groupe. En effet, on retrouve dans la formation des membres qui avaient quitté le groupe, revenant ainsi à "l'époque classique" de Candlemass. On retrouve le vocaliste Messiah Marcolin, ainsi que les guitaristes Mats Björkman et Lars Johansson. L'album a reçu un très bon accueil de la part du public.
Deux singles ont été extraits de l'album : Assassin of the Light, qui est sorti en 2005, et Black Dwarf, qui est sorti en 2007, et dont le groupe a tourné un clip vidéo.

## Musiciens
- Messiah Marcolin - chant
- Mats Mappe Björkman - guitare
- Lars Johansson - guitare
- Leif Edling - basse
- Jan Lindh - batterie

## Liste des morceaux
1. Black Dwarf – 5:43
2. Seven Silver Keys – 4:59
3. Assassin of the Light – 6:29
4. Copernicus – 7:17
5. The Man Who Fell from the Sky – 3:26
6. Witches – 6:22
7. Born in a Tank – 4:56
8. Spellbreaker – 7:02
9. The Day and the Night – 8:52